# Lomela (territoire)
 (novembre 2019).
Si vous disposez d'ouvrages ou d'articles de référence ou si vous connaissez des sites web de qualité traitant du thème abordé ici, merci de compléter l'article en donnant les références utiles à sa vérifiabilité et en les liant à la section « Notes et références ».
Ne pas confondre avec la rivière Lomela (rivière).
 (décembre 2014).
Si vous disposez d'ouvrages ou d'articles de référence ou si vous connaissez des sites web de qualité traitant du thème abordé ici, merci de compléter l'article en donnant les références utiles à sa vérifiabilité et en les liant à la section « Notes et références ».
Le territoire de Lomela est une entité déconcentrée de la province du Sankuru en république démocratique du Congo. 

## Géographie
C'est une zone rurale bâtie au milieu de la forêt équatoriale, ce qui explique la richesse de sa faune et flore existant dans un milieu hydrographique très dense. Plusieurs grandes rivières navigables y prennent leurs sources et le traversent : Lomela (rivière) ; la Tshuapa qui est un affluent du fleuve Congo ; la Lonkonya ; la Looko ; la Loona ; la Loombo et la Salonga.
Ces rivières forment un bassin central qui arrose toute l'étendue du territoire de Lomela et une grande partie des régions voisines du nord au sud et d'est à l'ouest. Lomela est enclavée, ce qui protège relativement la forêt vierge malgré sa position au centre du Congo.

## Histoire
Depuis le temps colonial belge jusqu'à une époque relativement récente de la fin des années 1980, Lomela était qualifié de poumon économique en devenir au Kasaï et vu encore comme le grenier du Sankuru grâce à l'industrialisation rapide et aux ressources naturelles exploitables, notamment la densité agricole, forestière et hydrographique.

## Commune
Le territoire compte une commune rurale de moins de 80 000 électeurs.
- Lomela, (7 conseillers municipaux)

## Secteurs
Il est divisé en 7 secteurs : Bahamba I, Bahamba II, Djonga, Okutu, Batetela, Lomela, Bakela.

## Population
Lomela a une population qui se répartit entre diverses tribus et ethnies présentes dans la zone. Ainsi, trouve-t-on :
- Les Bahamba sont démographiquement l’ethnie la plus importante de Lomela.
- Les Bakela sont le deuxième groupe ethnique du point de vue démographique après les Bahamba.
- Les Batetela constituent le troisième groupe ethnique selon l'ordre d'importance démographique à Lomela.
- Les Bankutshu sont minoritaires et plus nombreux que les Djoonga et les Pygmées.
- Les Djoonga sont le groupe bantou le plus minoritaire à Lomela.
- Les Pygmées forment le groupe ethnique le plus ancien et minoritaire à Lomela.